# Percy Roycroft Lowe

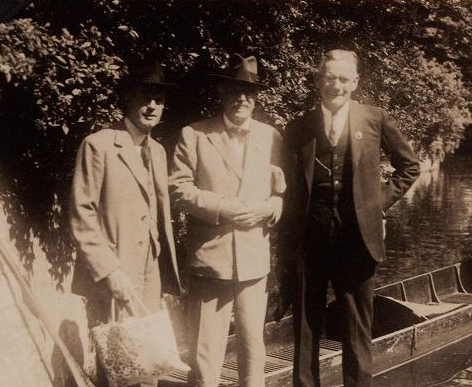
Lowe met de ornithologen William Lutley Sclater en Alexander Wetmore in 1934

Percy Roycroft Lowe (Stamford (Lincolnshire), 2 januari 1879 –  18 augustus 1948) was een Britse arts/chirurg en ornitholoog.

## Biografie
Lowe studeerde geneeskunde aan het Jesus College van de Universiteit van Cambridge. Tijdens de Tweede Boerenoorlog werkte hij als arts/chirurg in burgerlijke dienst. Tijdens zijn verblijf in Zuid-Afrika raakte hij geïnteresseerd in de vogelkunde. Bij terugkomst in het Verenigd Koninkrijk werd hij de privé-arts van Sir Frederick Johnstone, achtste baronet. Gedurende de Eerste Wereldoorlog diende hij als officier bij het Royal Army Medical Corps, de geneeskundige dienst van het Britse Leger. In 1920 werd hij voor dit werk benoemd tot officer in de Orde van het Britse Rijk.
In november 1919 volgde hij William Robert Ogilvie-Grant op als conservator van de afdeling vogels van het Natural History Museum en werkte daar tot zijn 65ste verjaardag in 1935. Hij was redacteur van het Bulletin of the British Ornithologists' Club van 1920 tot 1925 en voorzitter van de British Ornithologists' Union van 1938 tot 1943. In zijn publicatie The finches of the Galapagos in relation to Darwin's conception of species muntte hij de uitdrukking darwinvinken. Hij ontving diverse onderscheidingen voor zijn wetenschappelijk werk. 
Lowe is soortauteur van 7 nieuwe soorten vogels waaronder de Wilkins' gors (Nesospiza wilkinsi) en verder nog 12 ondersoorten.

## Publicaties (selectie)
- A naturalist on desert islands. Whitherby and Co., London / Scribner’s, New York 1911 (Reisbeschrijvingen uit het Caraïbisch gebied).
- The finches of the Galapagos in relation to Darwin’s conception of species. Ibis, 6, 1936, S. 310–321.
- Struthious remains from northern China and Mongolia; with descriptions of Struthio wimani, Struthio anderssoni and Struthio mongolicus, spp. nov. Peking 1931.
- Our common sea-birds cormorants, terns, gulls, skuas, petrels and auks. New York, Scribners 1913.

- Gemeinsame Normdatei: 1158963971
- International Standard Name Identifier: 0000 0000 4375 8293
- Library of Congress Control Number: nb2007028445
- Nederlandse Thesaurus van Auteursnamen: 203254880
- Virtual International Authority File: 41369768
- WorldCat: E39PBJqFT9wPmyGYWjFDrkdCwC